# ديانا ديكر
ديانا ديكر (بالإنجليزية: Diana Decker)‏ هي مغنية وممثلة بريطانية وأمريكية، ولدت في 1 سبتمبر 1924 بكوينز في الولايات المتحدة.

## أعمال

### أفلام
- (1962) لوليتا

## وصلات خارجية
- ديانا ديكر على موقع IMDb (الإنجليزية)
- ديانا ديكر على موقع ميوزك برينز (الإنجليزية)
- ديانا ديكر على موقع ديسكوغز (الإنجليزية)
- ديانا ديكر على موقع قاعدة بيانات الفيلم (الإنجليزية)